# Udo IV van Stade
Udo IV van Stade, ook bekend als Udo van Freckleben, (overleden op 15 maart 1130) was graaf van Freckleben en van 1128 tot aan zijn dood graaf van Stade en markgraaf van de Noordmark. Hij behoorde tot het huis der Udonen.

## Levensloop
Udo IV was een zoon van Rodolf van Stade, markgraaf van de Noordmark, uit diens huwelijk met Richardis van Sponheim, dochter van graaf Herman van Spanheim. Hij was graaf van Freckleben.
In 1128 overleed Hendrik II zonder nakomelingen na te laten. Zijn zwager Albrecht de Beer hoopte vervolgens markgraaf van de Noordmark te worden, maar Rooms-Duits koning Lotharius III dacht daar evenwel anders over en verleende Stade en de Noordmark aan Udo IV. Dit laatste gebied was echter sinds 983 onder Slavische controle en het ambt markgraaf van de Noordmark was hierdoor in feite een titel zonder reële macht, ook niet toen Duitse kolonisten zich ten oosten van de Elbe vestigden.
Ook in 1128 huwde Udo met Mathilde, dochter van graaf Herman I van Winzenburg. Vanaf 1129 vocht hij met Albrecht de Beer een bloedige vete uit om het ambt van markgraaf van de Noordmark.
Op 15 maart 1130 werd Udo nabij Aschersleben verslagen door huurlingen van Albrecht de Beer. Hij liet geen mannelijke erfgenamen na en werd in zijn domeinen opgevolgd door Koenraad van Plötzkau, een neef van zijn voorganger Hendrik II.